# Пярну (залив)
Пярну (на естонски: Pärnu laht; на руски: Пярну) е залив в източната част на Балтийско море, край западния бряг на Естония, североизточно разклонение на Рижкия залив. Вдава се навътре в сушата от юг-югозапад на север-североизток на 30 km, ширина на входа 20 km, дълбочина до 4 – 10 m. Бреговете му са ниски, пясъчни, обрасли с камъш и тръстика. Температурата на водата през лятото достига до 18 °C, а през зимата се колебае около 0° – 1 °C. Соленост 3 – 6‰. Замръзва през декември, а се размразява през март. В североизточната му част се влива река Пярну с притока си Сауга, в устието на която е разположен град Пярну.